# After the Storm (film, 1928)

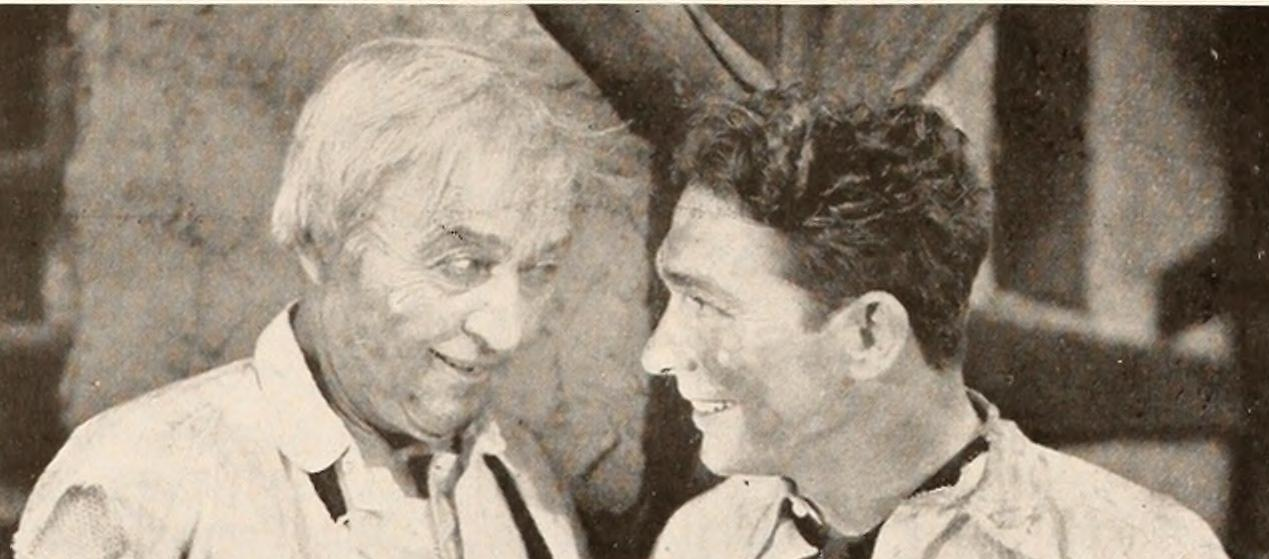
Hobart Bosworth et Charles Delaney, photo promotionnelle parue dans Motion Picture News.

Pour les articles homonymes, voir After the Storm.
After the Storm est un film américain réalisé par George B. Seitz et sorti en 1928.

## Fiche technique
- Réalisation : George B. Seitz
- Scénario : Will M. Ritchey, Harold Shumate
- Producteur : Harry Cohn
- Photographie : Joseph Walker
- Montage : Arthur Roberts
- Distributeur : Columbia Pictures Corporation
- Durée : 55 minutes
- Date de sortie :
  - États-Unis : 19 avril 1928

## Distribution
- Hobart Bosworth : Manin Dane
- Eugenia Gilbert : Joan Wells / Mary Brian
- Charles Delaney : Joe Dane
- Maude George : Molly O'Doon
- George Kuwa : A. Hop
- Linda Loredo : Malay Dancer

## Statut du film
Une copie du film est conservée à la Cinémathèque royale de Belgique